# Distostylus irwini
Distostylus irwini är en tvåvingeart som beskrevs av Webb 2003. Distostylus irwini ingår i släktet Distostylus och familjen stilettflugor. Inga underarter finns listade i Catalogue of Life.